# Cantalpino
Cantalpino település Spanyolországban, Salamanca tartományban. Cantalpino Cañizal községgel határos. Lakosainak száma 804 fő (2024).

## Népesség
A település népessége az elmúlt években az alábbi módon változott:
| Lakosok száma | 1155 | 1078 | 1043 | 1025 | 1000 | 960  | 895  | 851  | 803  | 804  |
|               | 2001 | 2004 | 2007 | 2009 | 2012 | 2014 | 2017 | 2019 | 2022 | 2024 |